# Indywidualne Mistrzostwa Europy Juniorów na Żużlu 2004
Indywidualne Mistrzostwa Europy Juniorów na Żużlu 2004 – cykl zawodów żużlowych, mających wyłonić najlepszych zawodników indywidualnych mistrzostw Europy juniorów do 19 lat w sezonie 2004. W finale zwyciężył Szwed Antonio Lindbäck.

## Finał
- Rybnik, 28 sierpnia 2004

| Msc. | Zawodnik               | Kraj    | Pkt   |             |  |
| ---- | ---------------------- | ------- | ----- | ----------- |  |
| 1    | Antonio Lindbäck       | Szwecja | 15    | (3,3,3,3,3) |  |
| 2    | Karol Ząbik            | Polska  | 12 +3 | (3,1,3,3,2) |  |
| 3    | Morten Risager         | Dania   | 12 +2 | (3,3,2,3,1) |  |
| 4    | Fredrik Lindgren       | Szwecja | 11    | (2,3,3,d,3) |  |
| 5    | Ķasts Puodžuks         | Łotwa   | 10    | (2,1,2,3,2) |  |
| 6    | Henrik Moller          | Dania   | 8     | (2,0,2,1,3) |  |
| 7    | Paweł Hlib             | Polska  | 8     | (1,2,3,2,d) |  |
| 8    | Christian Hefenbrock   | Niemcy  | 6     | (1,3,1,1,0) |  |
| 9    | Krzysztof Buczkowski   | Polska  | 6     | (0,2,2,2,0) |  |
| 10   | Zdeněk Simota          | Czechy  | 6     | (0,1,1,2,2) |  |
| 11   | Luboš Tomíček          | Czechy  | 6     | (1,1,1,2,1) |  |
| 12   | Filip Šitera           | Czechy  | 5     | (0,2,0,0,3) |  |
| 13   | Adrian Miedziński      | Polska  | 5     | (3,2,d,u,–) |  |
| 14   | Mirosław Jabłoński     | Polska  | 4     | (2,0,1,d,1) |  |
| 15   | Tomas Messing          | Szwecja | 4     | (1,0,0,1,2) |  |
| 16   | Mathieu Tresarrieu     | Francja | 1     | (0,0,0,1,d) |  |
|      | rez. Alexander Lischke | Niemcy  | 1     | (1)         |  |

## Bieg po biegu
1. Lindbäck, Lindgren, Tomíček, Šitera
2. Risager, Moller, Hefenbrock, Tresarrieu
3. Ząbik, Puodžuks, Messing, Simota
4. Miedziński, Jabłoński, Hlib, Buczkowski
5. Lindgren, Miedziński, Puodžuks, Moller
6. Lindbäck, Hlib, Ząbik, Tresarrieu
7. Risager, Šitera, Simota, Jabłoński
8. Hefenbrock, Buczkowski, Tomíček, Messing
9. Lindgren, Buczkowski, Simota, Tresarrieu
10. Lindbäck, Moller, Jabłoński, Messing
11. Hlib, Puodžuks, Hefenbrock, Šitera
12. Ząbik, Risager, Tomíček, Miedziński (d1)
13. Risager, Hlib, Messing, Lindgren (d1)
14. Lindbäck, Simota, Hefenbrock, Miedziński (u)
15. Ząbik, Buczkowski, Moller, Šitera
16. Puodžuks, Tomíček, Tresarrieu, Jabłoński (d1)
17. Lindgren, Ząbik, Jabłoński, Hefenbrock
18. Lindbäck, Puodžuks, Risager, Buczkowski
19. Šitera, Messing, Lischke, Tresarrieu (d2)
20. Moller, Simota, Tomíček, Hlib (d3)
21. Bieg o miejsca 2-3: Ząbik, Risager